# Brigitte Ntiamoah
Brigitte Ntiamoah (ur. 5 marca 1994) – francuska lekkoatletka, sprinterka. 
Półfinalistka biegu na 400 metrów podczas mistrzostw świata juniorów młodszych w Lille Metropole (2011). W 2013 zajęła 5. miejsce na dystansie 200 metrów, a wraz z koleżankami zdobyła srebro w sztafecie 4 × 100 metrów na juniorskich mistrzostwach Europy w Rieti. Brązowa medalistka młodzieżowych mistrzostw Starego Kontynentu w biegu na 200 metrów (2015). W 2016 zdobyła srebrny medal mistrzostw Europy w sztafecie 4 × 400 metrów.
Złota medalistka mistrzostw Francji.

## Osiągnięcia
| Rok  | Impreza                               | Miejsce         | Konkurencja             | Lokata     | Wynik   |
| ---- | ------------------------------------- | --------------- | ----------------------- | ---------- | ------- |
| 2011 | Mistrzostwa świata juniorów młodszych | Lille Metropole | bieg na 400 metrów      | półfinał   | 57,38   |
| 2011 | Olimpijski festiwal młodzieży Europy  | Trabzon         | bieg na 400 metrów      | eliminacje | 57,24   |
| 2013 | Mistrzostwa Europy juniorów           | Rieti           | bieg na 200 metrów      | 5. miejsce | 23,97   |
| 2013 | Mistrzostwa Europy juniorów           | Rieti           | sztafeta 4 × 100 metrów | 2. miejsce | 44,00   |
| 2013 | Mistrzostwa Europy juniorów           | Rieti           | sztafeta 4 × 400 metrów | 7. miejsce | 3:40,21 |
| 2015 | IAAF World Relays                     | Nassau          | sztafeta 4 × 200 metrów | –          | DNF     |
| 2015 | Młodzieżowe mistrzostwa Europy        | Tallinn         | bieg na 200 metrów      | 3. miejsce | 23,49   |
| 2016 | Mistrzostwa Europy                    | Amsterdam       | sztafeta 4 × 400 metrów | 2. miejsce | 3:25,96 |
| 2016 | Igrzyska olimpijskie                  | Rio de Janeiro  | sztafeta 4 × 400 metrów | eliminacje | 3:26,18 |
| 2017 | IAAF World Relays                     | Nassau          | sztafeta 4 × 400 metrów | 8. miejsce | 3:35,03 |
| 2021 | World Athletics Relays                | Chorzów         | sztafeta 4 x 400 metrów | 8. miejsce | 3:40,58 |
| 2021 | Igrzyska olimpijskie                  | Tokio           | sztafeta 4 × 400 metrów | eliminacje | 3:25,07 |

## Rekordy życiowe
- Bieg na 200 metrów – 23,13 (2016)
- Bieg na 400 metrów (stadion) – 52,21 (2021)
- Bieg na 400 metrów (hala) – 54,06 (2021)